# Young Talent Time
Young Talent Time, ook bekend als YTT, was een Australisch televisieprogramma dat liep van 1971 tot 1988. In het programma zongen jonge kinderen bekende liedjes. Het programma is gecreëerd door Johnny Young en er deden veel bekende Australiërs mee als teamleden, waaronder zangeres Dannii Minogue.